# Ветропарк Кошава I
Ветропарк „Кошава I” је ветропарк у Србији. Налази се у близини места Избиште на територији града Вршца у јужном Банату. Пуштен је у рад у септембру 2019. године. Састоји се од 20 турбина, укупног капацитета 69 мегавата, што омогућава снабдевање електричном енергијом око 45.000 домаћинстава.